# East Bengal FC (féminines)
La section féminine du East Bengal FC est un club féminin de football indien basé à Calcutta.

## Histoire
East Bengal remporte la ligue de Calcutta en 2001.
La section féminine du club est relancée en 2022 et décroche un deuxième titre de champion de Calcutta (la Kanyashree Cup), synonyme de promotion en IWL, le championnat indien, pour la saison 2022-2023. Le club conserve son titre en Kanyashree Cup et décroche la première édition du IFA Women's Shield.
En 2023-2024, East Bengal termine sixième du championnat avec seulement une victoire.
En 2024, East Bengal recrute Anthony Andrews, l'entraîneur double tenant du titre de champion d'Inde avec le Gokulam Kerala. Le club débauche également des buteuses passées par le Kerala, comme Sandhiya Ranganathan ou la Ghanéenne Elshaddai Acheampong,. Pour sa troisième saison dans l'élite, en 2024-2025, le club remporte le titre pour la première fois.

## Joueuses emblématiques
- Sanjida Akhter
- Elshaddai Acheampong
- Sujata Kar
- Maurine Achieng